# Stor-Slitingarna
Stor-Slitingarna är en sjö i Åre kommun i Jämtland och ingår i Indalsälvens huvudavrinningsområde. Sjön har en area på 0,716 kvadratkilometer och ligger 784,1 meter över havet. Sjön avvattnas av vattendraget Fangan.

## Delavrinningsområde
Stor-Slitingarna ingår i det delavrinningsområde (700238-138088) som SMHI kallar för Utloppet av Storslitingarna. Medelhöjden är 799 meter över havet och ytan är 2,41 kvadratkilometer. Räknas de 3 avrinningsområdena uppströms in blir den ackumulerade arean 8,33 kvadratkilometer. Fangan som avvattnar avrinningsområdet har biflödesordning 3, vilket innebär att vattnet flödar genom totalt 3 vattendrag innan det når havet efter 342 kilometer. Avrinningsområdet består mestadels av skog (70 procent). Avrinningsområdet har 0,73 kvadratkilometer vattenytor vilket ger det en sjöprocent på 30,1 procent.